# Лоренс (округ, Кентукки)
Ло́ренс (англ. Lawrence County) — округ в штате Кентукки, США. Официально образован в 1822 году. По состоянию на 2010 год, численность населения составляла 15 860 человек. Получил своё название в честь американского военно-морского офицера Джеймса Лоуренса.

## География
По данным Бюро переписи США, общая площадь округа равняется 1088,112 км2, из которых 1084,641 км2 суша и 3,497 км2 или 0,320 % это водоёмы.

## Население
По данным переписи населения 2000 года в округе проживает 15 569 жителей в составе 5 954 домашних хозяйств и 4 477 семей. Плотность населения составляет 14,00 человек на км2. На территории округа насчитывается 7 040 жилых строений, при плотности застройки около 6,60-ти строений на км2. Расовый состав населения: белые — 98,93 %, афроамериканцы — 0,10 %, коренные американцы (индейцы) — 0,28 %, азиаты — 0,07 %, гавайцы — 0,01 %, представители других рас — 0,05 %, представители двух или более рас — 0,56 %. Испаноязычные составляли 0,41 % населения независимо от расы.
В составе 35,00 % из общего числа домашних хозяйств проживают дети в возрасте до 18 лет, 61,30 % домашних хозяйств представляют собой супружеские пары проживающие вместе, 10,50 % домашних хозяйств представляют собой одиноких женщин без супруга, 24,80 % домашних хозяйств не имеют отношения к семьям, 22,40 % домашних хозяйств состоят из одного человека, 10,00 % домашних хозяйств состоят из престарелых (65 лет и старше), проживающих в одиночестве. Средний размер домашнего хозяйства составляет 2,59 человека, и средний размер семьи 3,02 человека.
Возрастной состав округа: 25,30 % моложе 18 лет, 8,80 % от 18 до 24, 28,70 % от 25 до 44, 24,70 % от 45 до 64 и 24,70 % от 65 и старше. Средний возраст жителя округа 36 лет. На каждые 100 женщин приходится 97,30 мужчин. На каждые 100 женщин старше 18 лет приходится 93,00 мужчин.
Средний доход на домохозяйство в округе составлял 21 610 USD, на семью — 26 113 USD. Среднестатистический заработок мужчины был 30 735 USD против 19 174 USD для женщины. Доход на душу населения составлял 12 008 USD. Около 25,30 % семей и 30,70 % общего населения находились ниже черты бедности, в том числе — 40,00 % молодежи (тех, кому ещё не исполнилось 18 лет) и 27,30 % тех, кому было уже больше 65 лет.